# آلن دیویسون
آلن دیویسون (انگلیسی: Alan Davison; ۲۴ مارس ۱۹۳۶ – ۱۴ نوامبر ۲۰۱۵) شیمیدان اهل بریتانیا بود. فعالیت بیشتر وی بر روی مطالعه ترکیبات آلی فلزی بود.
وی همچنین برندهٔ جوایزی همچون همکار انجمن سلطنتی شده‌است.